# Sportcampus Zuiderpark

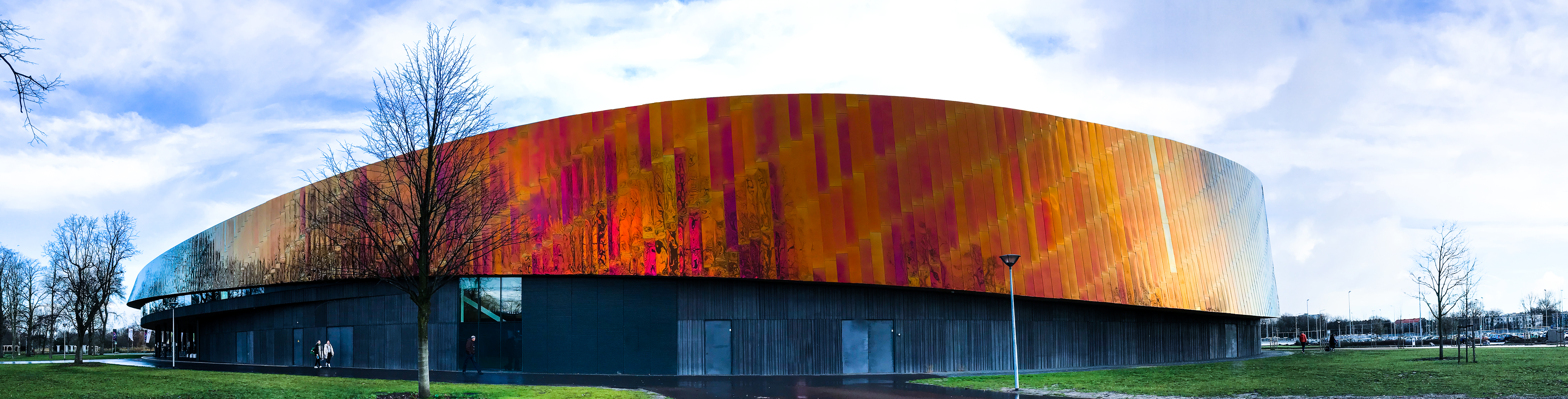
Stadion Sportcampus Zuiderpark, december 2017

De Sportcampus Zuiderpark is een stadion met sportveldencomplex voor zaalsport, strandsporten en andere sporten, die ook binnen worden beoefend, in het Zuiderpark in Den Haag. Het heeft de functie van een topsportcentrum. Het is op de plaats gebouwd waar tot 2007 het Zuiderparkstadion van ADO Den Haag stond.
Het Nederlandse team voor de Davis Cup speelde er in september 2017 een barragewedstrijd tegen Tsjechië en maakte een achterstand van 2-0 goed. Het werd 3-2. In april 2022 werd de Sportcampus gebruikt voor de vijfde editie van de Invictus Games.

## Voorzieningen

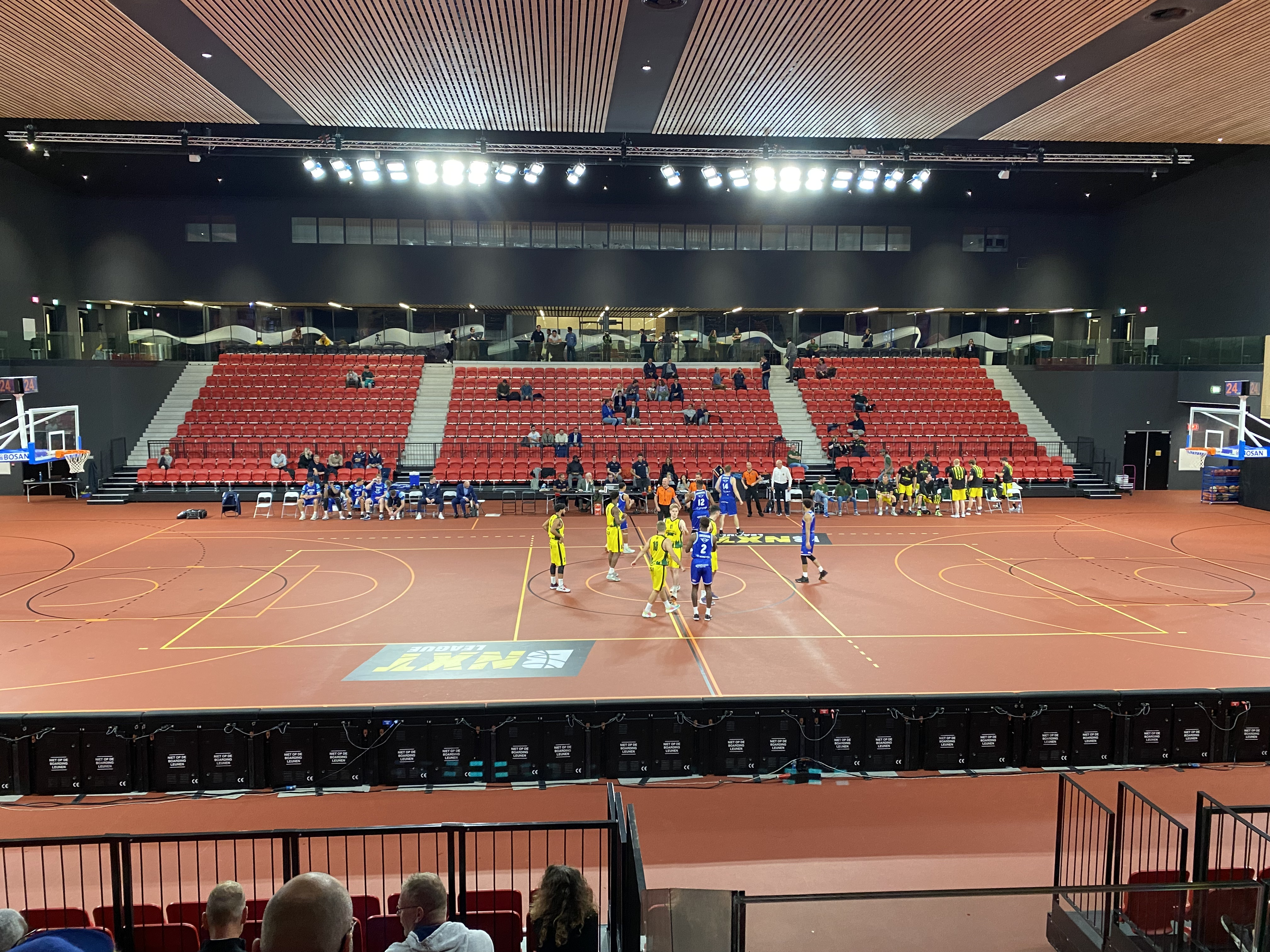
Thuiswedstrijd van The Hague Royals in 2021

In het sportstadion werden de volgende voorzieningen bijeengebracht:
- topsporthal
  - thuishaven van The Hague Royals in de BNXT League
- beachsporthal voor strandvoetbal en beachvolleybal
- turnhal
- dubbele breedtesporthal
- 4 gymzalen
- dojo (vechtsport)
- danszaal

In het stadioncomplex werden tevens ondersteunende voorzieningen gevestigd als een fitness-/krachtcentrum, fysiotherapiepraktijk, vergaderzalen en horeca. Ook het omliggende sportveldencomplex behoort tot de sportcampus en omvat:
- 8 voetbalvelden
- multifunctioneel kunstgrasveld voor hockey en tennis
- beachcourt (sportstrand)

## Ontwerp
De sportcampus van 33.000 m², is een ontwerp van de architecten Russ Davenport en Henk Merle van FaulknersBrowns Architects uit het Engelse Newcastle upon Tyne. Het gebouw kenmerkt zich door de asymmetrische ronde vorm en het gebruik van gepolijst roestvrij staal, dat constant van kleur verandert, afhankelijk van het zonlicht, de wolkenpatronen en reflecties van het groen in de omgeving. Op 14 juni 2017 werd het gebouw in  gebruik genomen. Het complex werd in 2018 genomineerd voor de prijs van Beste Gebouw van het Jaar in de categorie Leefbaarheid & Sociale Cohesie.